# St. Michael (Dornheim)

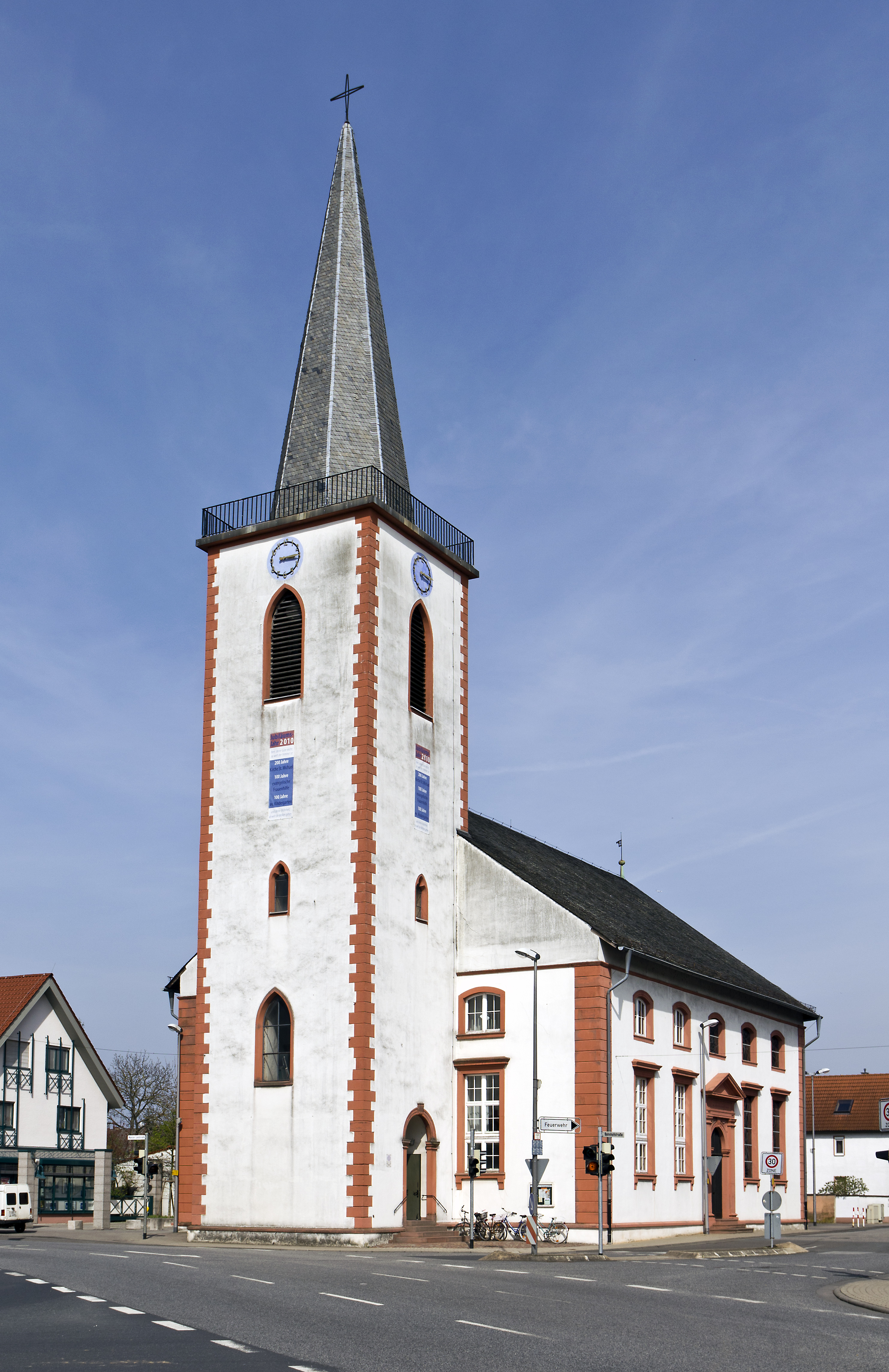
St. Michael (Dornheim)

Die Evangelische Kirche St. Michael ist ein denkmalgeschütztes Kirchengebäude, das in Dornheim steht, einem Stadtteil der Kreisstadt Groß-Gerau im Landkreis Groß-Gerau in Hessen. Die Kirchengemeinde gehört zum Dekanat Groß-Gerau-Rüsselsheim in der Propstei Starkenburg der Evangelischen Kirche in Hessen und Nassau.

## Beschreibung
Die ehemalige, der heiligen Agatha geweihte Kirche wurde nach der Zerstörung durch Blitzschlag 1581 aufgegeben. An ihrer Stelle wurde 1596 die Kapelle erneuert, die dem heiligen Michael geweiht war. Das Kirchenschiff der klassizistischen Saalkirche mit dem dreiseitigen Schluss im Osten wurde 1808–10 neu errichtet. 1834 wurden sowohl das Kirchenschiff als auch der Kirchturm im Westen erhöht. Das oberste Geschoss des mit einem achtseitigen, schiefergedeckten, spitzen Helm bedeckten Kirchturms beherbergt die Turmuhr und hinter den Klangarkaden den Glockenstuhl. Die Kirchenglocken mussten sowohl im Ersten Weltkrieg als auch im Zweiten Weltkrieg geopfert werden. Seit dem 3. Oktober 1958 hängen wieder vier Glocken der Glockengießerei Bachert im Turm. Die Orgel mit 18 Registern, 2 Manualen und einem Pedal wurde 2000 von der Friedrich Eichler Orgelbau errichtet.